# Hidrato de cloral
El hidrato de cloral es un compuesto sintético que posee propiedades sedantes, hipnóticas y anticonvulsivas.

## Descripción
Cristales incoloros, transparentes o blancos con olor aromático, penetrante y ligeramente acre, ligeramente amargo y cáustico.

## Historia
El hidrato de cloral se utilizó como fármaco hipnótico desde la década de 1870, principalmente para el tratamiento a corto plazo del insomnio. También se usó para aliviar la ansiedad y para inducir la sedación y/o el sueño postoperatorio, antes de las evaluaciones de electroencefalogramas, y para tratar los síntomas de la abstinencia del alcohol y otras drogas como los opiáceos y los barbitúricos. Aunque todavía se usa, ha sido reemplazado en gran parte por fármacos más nuevos con un menor riesgo de sobredosis.
El hidrato de cloral se forma por la adición de una molécula de agua al grupo carbonilo del cloral (2,2,2-tricloroacetaldehído). Además de su administración como hipnótico, se usó para producir sedación en niños durante procedimientos diagnósticos, dentales o muy molestos. El fármaco se reduce con rapidez hasta el compuesto activo tricloroetanol, ante todo por acción de la deshidrogenasa del alcohol del hígado; no se encuentran cantidades importantes de hidrato de cloral en la sangre después de su administración oral. Por tanto, sus efectos farmacológicos son causados con toda probabilidad por el tricloroetanol.

## Carcinogenicidad
El hidrato de cloral es probablemente cancerígeno para los humanos (Grupo 2A).
El hidrato de cloral se absorbe, distribuye y metaboliza de manera similar en humanos y en roedores. Se ha visto que el fármaco es genotóxico en numerosos ensayos de genotoxicidad, además que existe evidencia de que es genotóxico en humanos expuestos, lo que respalda la conclusión de que un mecanismo genotóxico también opera en humanos.